# Desmosoma dolosus
Desmosoma dolosus is een pissebed uit de familie Desmosomatidae. De wetenschappelijke naam van de soort is voor het eerst geldig gepubliceerd in 1972 door Menzies & George.